# Uwe Kellner
Uwe Jörg Kellner (ur. 17 marca 1966 w Jenie) – niemiecki wioślarz. Srebrny medalista olimpijski z Barcelony.
Urodził się w NRD i do zjednoczenia Niemiec startował w barwach tego kraju. Zawody w 1992 były jego jedynymi igrzyskami olimpijskimi i zdobył srebro w czwórce ze sternikiem. W dwójce bez sternika zostawał mistrzem świata w 1989 i 1990. 